# Aksu (ort i Kazakstan, Aqmola)
Aksu (ryska: Аксу) är en ort i Kazakstan.   Den ligger i oblystet Aqmola, i den nordöstra delen av landet, 150 km norr om huvudstaden Astana. Aksu ligger 272 meter över havet och antalet invånare är 8 543.
Terrängen runt Aksu är platt, och sluttar österut. Runt Aksu är det mycket glesbefolkat, med 3 invånare per kvadratkilometer. Närmaste större samhälle är Stepnogorsk, 13,5 km sydväst om Aksu. Trakten runt Aksu består i huvudsak av gräsmarker.